# Ultraviolet/The Ballad of Paul K
"Ultraviolet"/"The Ballad of Paul K" é o quarto e último single lançado para o álbum Wonderland, da banda britânica McFly. Foi liberado em 12 de dezembro de 2005, pela Island Records, como o segundo duplo a-side da banda, depois de "All About You"/"You've Got a Friend".
"Ultraviolet" foi composta por Tom Fletcher e Danny Jones, enquanto "The Ballad of Paul K" foi escrita também pelos dois, com Dougie Poynter. O duplo a-side debutou na nona posição da UK Singles Chart, parada oficial de singles do Reino Unido, além da #25 na Irish Singles Chart, da Irlanda. Um dos CDs single lançados contém como b-side um cover da banda Kaiser Chiefs, "I Predict a Riot".

## Formatos e faixas
| CD 1 |                                            |         |  |
| N.º  | Título                                     | Duração |  |
| 1.   | "The Ballad Of Paul K" (versão orquestral) | 3:18    |  |
| 2.   | "Ultraviolet" (ao vivo)                    | 4:31    |  |

| CD 2 |                                             |         |  |
| N.º  | Título                                      | Duração |  |
| 1.   | "The Ballad Of Paul K"                      | 3:17    |  |
| 2.   | "Ultraviolet"                               | 3:56    |  |
| 3.   | "I Predict a Riot" (ao vivo na BBC Radio 1) | 3:09    |  |
| 4.   | "Ultraviolet" (videoclipe)                  | 3:51    |  |
| 5.   | "More Film Clips"                           |         |  |

| DVD single |                                                     |         |  |
| N.º        | Título                                              | Duração |  |
| 1.         | "Ultraviolet" (áudio)                               | 3:56    |  |
| 2.         | "The Ballad Of Paul K" (videoclipe)                 | 3:20    |  |
| 3.         | "The Ballad Of Paul K" (ao vivo na Wonderland Tour) | 3:28    |  |
| 4.         | "Home Movie Footage"                                |         |  |

| Download digital |                                                     |         |  |
| N.º              | Título                                              | Duração |  |
| 1.               | "The Ballad Of Paul K" (versão acústica)            | 3:39    |  |
| 2.               | "The Ballad Of Paul K" (ao vivo na Wonderland Tour) | 3:28    |  |

## Paradas musicais
| Parada (2004)       | Melhor posição |
| ------------------- | -------------- |
| UK Singles Chart    | 9              |
| Irish Singles Chart | 25             |

### Paradas de final de ano
| Parada (2005)        | Posição |
| -------------------- | ------- |
| UK Chart of the Year | 247     |